# Myro paucispinosus
Myro paucispinosus là một loài nhện trong họ Toxopidae.
Loài này thuộc chi Myro. Myro paucispinosus được miêu tả năm 1947 bởi Lucien Berland.